# Tomoaki Ogami
Tomoaki Ogami (født 7. juni 1970) er en tidligere japansk fodboldspiller.
Han har spillet for flere forskellige klubber i sin karriere, herunder Júbilo Iwata og Avispa Fukuoka.